# Rancho Santa Margarita (Kalifornia)
Rancho Santa Margarita – miasto w Stanach Zjednoczonych, w stanie Kalifornia, w hrabstwie Orange. Według spisu ludności przeprowadzonego przez United States Census Bureau, w roku 2010 miasto Rancho Santa Margarita miało 47 853 mieszkańców.